# Liste des Opus de Vivaldi

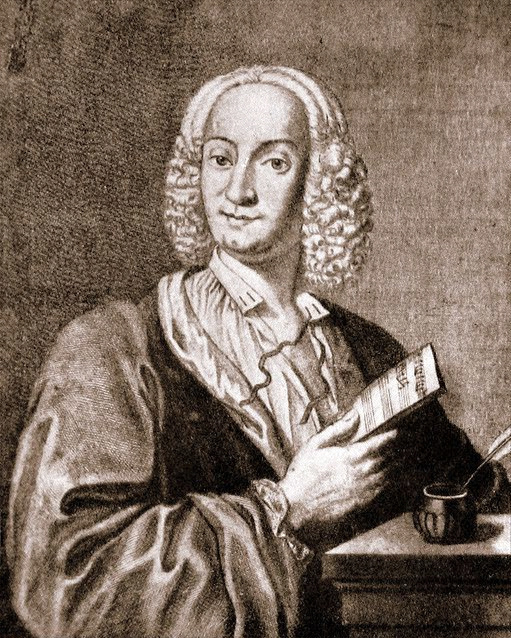
Antonio Vivaldi était un compositeur italien du XVIIIe siècle, célèbre pour ses concertos, opéras et musique religieuse. Sa musique a été largement diffusée et interprétée dans le monde entier depuis sa mort en 1741. La liste des opus de Vivaldi est une compilation de toutes les œuvres de Vivaldi, organisée par numéro d'opus. Le nombre d'opus a été attribué par le musicologue italien Ricordi au début du XXe siècle. Les opus comprennent des concertos pour violon, des sonates, des symphonies, des opéras et de la musique religieuse. La liste des opus de Vivaldi est une référence essentielle pour les interprètes, les chercheurs et les amateurs de musique classique qui souhaitent découvrir ou approfondir leur connaissance de la musique de Vivaldi.

La liste des Opus de Vivaldi ci-dessous recense les œuvres musicales du compositeur italien Antonio Vivaldi ayant été publiées de son vivant.
Moins de 20 % des œuvres composées par Antonio Vivaldi ont été éditées et publiées de son vivant et sous son contrôle (à Venise puis à Amsterdam), soit 114 au total (30 sonates et 84 concertos), de l'opus 1 à l'opus 12. 
Mis à part l'opus 10 consacré à la flûte, toutes ces pièces sont destinées au violon ou à des formations principalement composées de violons.
Un opus 13 apocryphe fut publié à Paris en 1740, formé d'œuvres alors attribuées à Vivaldi et dont l'auteur véritable était Nicolas Chédeville. Celui-ci avait d'ailleurs utilisé du matériau thématique de Vivaldi.
Enfin, on reconnaît aujourd'hui comme « opus 14 » un recueil de six sonates pour le violoncelle également édité à Paris, dont la source manuscrite était une collection manuscrite ayant appartenu à l'ambassadeur de France à Venise, le comte de Gergy. 
Opus 1 — 12 Sonates en trio pour deux violons et basse continue

Edition : Venise 1705 (Giuseppe Sala), réédition : Amsterdam 1712/1713 (Estienne Roger)
- Sonate n°1 en sol mineur RV 73 (Preludio, grave — Allemanda, allegro — Adagio — Capriccio, allegro — Gavotta, allegro)
- Sonate n°2 en mi mineur RV 67 (Grave — Corrente, allegro — Giga, allegro — Gavotta, allegro)
- Sonate n°3 en Ut Majeur RV 61 (Adagio — Allemanda, allegro — Adagio  — Sarabanda, allegro)
- Sonate n°4 en Mi Majeur RV 66 (Largo — Allegro — Adagio — Allemanda, allegro — Sarabanda, largo — Giga, allegro)
- Sonate n°5 en Fa Majeur RV 69 (Preludio, largo — Allemanda, presto — Corrente, allegro — Gavotta, presto)
- Sonate n°6 en Ré Majeur RV 62 (Preludio, grave — Corrente, allegro — Adagio — Allemanda, allegro)
- Sonate n°7 en Mi bémol Majeur RV 65 (Preludio, largo — Allemanda, allegro — Sarabanda, andante — Giga, presto)
- Sonate n°8 en ré mineur RV 64 (Preludio, largo — Corrente, allegro — Grave — Giga, allegro)
- Sonate n°9 en La Majeur RV 75 (Preludio, allegro — Adagio — Allemanda, allegro — Corrente, presto)
- Sonate n°10 en Si bémol Majeur RV 78 (Preludio, adagio — Allemanda, allegro — Gavotta, presto)
- Sonate n°11 en si mineur RV 79 (Preludio, andante — Corrente, allegro — Giga, allegro — Gavotta, presto)
- Sonate n°12 en ré mineur RV 63 « La Follia (Vivaldi) »

Opus 2 — 12 Sonates pour violon et basse continue

Edition : Venise 1709 (Antonio Bortoli), réédition : Amsterdam 1712 (Estienne Roger)
- Sonate n°1 en sol mineur RV 27 (Preludio, andante — Giga, allegro — Sarabanda, largo — Corrente, allegro)
- Sonate n°2 en La Majeur RV 31 (Préludio a Capriccio, presto-adagio-presto — Corrente, allegro — Adagio — Giga, allegro)
- Sonate n°3 en ré mineur RV 14 (Preludio, andante — Corrente, allegro — Adagio — Giga, allegro)
- Sonate n°4 en Fa Majeur RV 20 (Andante — Allemanda, allegro — Sarabanda, andante — Corrente, presto)
- Sonate n°5 en si mineur RV 36 (Preludio, andante — Corrente, allegro — Giga, presto)
- Sonate n°6 en Ut Majeur RV 1 (Preludio, andante — Allemanda, presto — Giga, allegro)
- Sonate n°7 en ut mineur RV 8 (Preludio, andante — Allemanda, allegro — Corrente, allegro)
- Sonate n°8 en Sol Majeur RV 23 (Preludio, largo — Giga, presto — Corrente, allegro)
- Sonate n°9 en mi mineur RV 16 (Preludio, andante — Capriccio, allegro — Giga, allegro — Gavotta, presto)
- Sonate n°10 en fa mineur RV 21 (Preludio, largo — Allemanda, allegro — Giga, allegro)
- Sonate n°11 en Ré Majeur RV 9 (Preludio, andante — Fantasia, presto — Gavotta, allegro)
- Sonate n°12 en la mineur RV 32 (Preludio, andante — Fantasia, presto — Gavotta, allegro — Gavotta, allegro)

Opus 3 — 12 Concertos pour un, deux ou quatre violons, cordes et basse continue « L'estro armonico »

Edition : Amsterdam 1711 (Estienne Roger)
- Concerto n°1 en Ré Majeur pour quatre violons RV 549 (Allegro — Largo e spiccato — Allegro)
- Concerto n°2 en sol mineur pour deux violons et violoncelle RV 578 (Adagio e spiccato — Allegro — Larghetto — Allegro)
- Concerto n°3 en Sol Majeur pour violon RV 310 (Allegro — Largo — Allegro)
- Concerto n°4 en mi mineur pour quatre violons RV 550 (Andante — Allegro assai — Adagio — Allegro)
- Concerto n°5 en La Majeur pour deux violons RV 519 (Allegro — Largo — Allegro)
- Concerto n°6 en la mineur pour violon RV 356 (Allegro — Largo — Presto)
- Concerto n°7 en Fa Majeur pour quatre violons et violoncelle RV 567 (Andante — Adagio — Allegro — Adagio — Allegro)
- Concerto n°8 en la mineur pour deux violons RV 522 (Allegro — Larghetto — Allegro)
- Concerto n°9 en Ré Majeur pour violon RV 230 (Allegro — Larghetto — Allegro)
- Concerto n°10 en si mineur pour quatre violons et violoncelle RV 580 (Allegro — Largo — Larghetto — Largo — Allegro)
- Concerto n°11 en ré mineur pour deux violons et violoncelle RV 565  (Allegro — Adagio — Allegro — Largo e spiccato — Allegro)
- Concerto n°12 en Mi Majeur pour violon RV 265 (Allegro — Largo — Allegro)

Opus 4 — 12 Concertos pour violon « La stravaganza »

Edition : Amsterdam 1714/1715 (Estienne Roger)
- Concerto n°1 en Si bémol Majeur RV 383a (Allegro — Largo e cantabile — Allegro)
- Concerto n°2 en mi mineur RV 279 (Allegro — Largo — Allegro)
- Concerto n°3 en Sol Majeur RV 301 (Allegro — Largo — Allegro assai)
- Concerto n°4 en la mineur RV 357 (Allegro — Grave — Allegro)
- Concerto n°5 en La Majeur RV 347 (Allegro — Largo — Allegro assai)
- Concerto n°6 en sol mineur RV 316a (Allegro — Largo — Allegro)
- Concerto n°7 en Ut Majeur pour deux violons et violoncelle obligé RV 185  (Largo — Allegro — Largo — Allegro)
- Concerto n°8 en ré mineur RV 249 (Allegro — Adagio — Presto — Largo — Allegro)
- Concerto n°9 en Fa Majeur RV 284 (Allegro — Largo — Allegro)
- Concerto n°10 en ut mineur RV 196 (Spiritoso — Adagio — Allegro)
- Concerto n°11 en Ré Majeur RV 204 (Allegro — Largo — Allegro)
- Concerto n°12 en Sol Majeur RV 298 (Spiritoso e non presto — Largo — Allegro)

Opus 5 — 6 Sonates pour 1 ou 2 violons

Edition : Amsterdam 1716 (Jeanne Roger)
- Sonate n° 1 en La Majeur RV 18 pour violon et basse continue (Preludio, largo — Corrente, presto — Sarabanda, andante — Giga, allegro)
- Sonate n° 2 en La Majeur RV 30 pour violon et basse continue (Preludio, largo — Corrente, presto — Gavotta, allegro)
- Sonate n° 3 en Si bémol Majeur RV 33 pour violon et basse continue (Preludio, largo — Allemanda, allegro — Corrente, allegro — Gavotta, presto)
- Sonate n° 4 en si mineur RV 35 pour violon et basse continue (Preludio, largo — Allemanda, allegro — Corrente, allegro)
- Sonate n° 5 en Si bémol Majeur RV 76 pour deux violons et basse continue (Preludio, andante — Allemanda, allegro — Corrente, allegro)
- Sonate n° 6 en sol mineur RV 72 pour deux violons et basse continue (Preludio, largo — Allemanda, allegro — Air — Menuet, allegro)

Opus 6 — 6  Concertos pour violon

Edition : Amsterdam 1716/1721 (Jeanne Roger)
- Concerto n°1 en sol mineur RV 324 (Allegro — Grave — Allegro)
- Concerto n°2 en Mi bémol Majeur RV 259 (Allegro — Largo — Allegro)
- Concerto n°3 en sol mineur RV 318 (Allegro — Adagio — Allegro)
- Concerto n°4 en Ré Majeur RV 216 (Allegro — Adagio — Allegro)
- Concerto n°5 en mi mineur RV 280 (Allegro — Largo — Allegro)
- Concerto n°6 en ré mineur RV 239 (Allegro — Largo — Allegro)

Opus 7 — 12 Concertos pour violon et hautbois

Edition : Amsterdam 1716/1721 (Jeanne Roger)
- Concerto n°1 en Si bémol Majeur (apocryphe) RV Anh. 143 (Allegro — Adagio — Allegro)
- Concerto n°2 en Ut Majeur RV 188 (Allegro — Largo — Allegro)
- Concerto n°3 en sol mineur RV 326 (Allegro — Grave — Presto)
- Concerto n°4 en la mineur RV 354 (Allegro — Adagio — Allegro)
- Concerto n°5 en Fa Majeur RV 285a (Allegro — Grave — Adagio grave — Allegro)
- Concerto n°6 en Si bémol Majeur RV 374 (Allegro — Largo — Allegro)
- Concerto n°7 en Si bémol Majeur (apocryphe) RV Anh. 142 (Allegro — Largo — Allegro)
- Concerto n°8 en Sol Majeur RV 299 (Allegro assai — Largo cantabile — Allegro)
- Concerto n°9 en Si bémol Majeur (apocryphe) RV Anh. 153 (Allegro — Grave — Alla breve)
- Concerto n°10 en Fa Majeur RV 294a (Allegro — Adagio — Allegro)
- Concerto n°11 en Ré Majeur RV 208a (Allegro — Grave — Allegro)
- Concerto n°12 en Ré Majeur RV 214 (Allegro — Grave — Allegro)

Opus 8 — 12 Concertos pour violon « Il cimento dell'armonia e dell'inventione » — Les 4 premiers sont « Les Quatre Saisons »

Edition : Amsterdam 1725 (Michel Le Cène)
- Concerto n°1 en Mi Majeur RV 269 « La Primavera » (Allegro — Largo — Allegro, danza pastorale)
- Concerto n°2 en sol mineur RV 315 « L’estate » (Allegro non molto — Adagio — Presto — Adagio — Presto, tempo impetuoso d’estate)
- Concerto n°3 en Fa Majeur RV 293 « L’autunno » (Allegro, ballo e canto de’villanelli — Adagio molto, Ubriachi dormienti — Allegro, la Caccia)
- Concerto n°4 en fa mineur RV 297 « L’inverno » (Allegro — Largo — Allegro)
- Concerto n°5 en Mi bémol Majeur RV 253 « La tempesta di mare » (Allegro — Largo — Allegro)
- Concerto n°6 en ut majeur RV 180 « Il piacere » (Allegro — Largo — Allegro)
- Concerto n°7 en ré mineur RV 242 (Allegro — Largo — Allegro)
- Concerto n°8 en sol mineur RV 332 (Allegro — Largo — Allegro)
- Concerto n°9 en ré mineur RV 236 (Allegro — Largo — Allegro)
- Concerto n°10 en Si bémol Majeur RV 362 « La Caccia » (Allegro — Adagio — Allegro)
- Concerto n°11 en Ré Majeur RV 210 (Allegro — Largo — Allegro)
- Concerto n°12 en Ut Majeur RV 178 (Allegro — Largo — Allegro)

Opus 9 — 12 Concertos pour violon « La Cetra »

Edition : Amsterdam 1727 (Michel Le Cène)
- Concerto n°1 en Ut Majeur RV 181a (Allegro — Largo — Allegro)
- Concerto n°2 en La Majeur RV 345 (Allegro — Largo — Allegro)
- Concerto n°3 en sol mineur RV 334 (Allegro non molto — Largo — Allegro non molto)
- Concerto n°4 en Mi Majeur RV 263a (Allegro non molto — Largo — Allegro non molto)
- Concerto n°5 en la mineur RV 358 (Allegro — Presto  — Largo — Allegro)
- Concerto n°6 en La Majeur RV 348 (Allegro — Largo — Allegro)
- Concerto n°7 en Si bémol Majeur RV 359 (Allegro — Largo — Allegro)
- Concerto n°8 en ré mineur RV 238 (Allegro — Largo — Allegro)
- Concerto n°9 en Si bémol Majeur RV 530 (Allegro — Largo e spiccato — Allegro)
- Concerto n°10 en Sol Majeur RV 300 (Allegro molto — Largo cantabile — Allegro)
- Concerto n°11 en ut mineur RV 198a (Allegro — Adagio — Allegro)
- Concerto n°12 en si mineur RV 391 (Allegro non molto — Largo — Allegro)

Opus 10 — 6 Concertos pour flûte, cordes et basse continue

Edition : Amsterdam 1728 (Michel Le Cène)
- Concerto n°1 en Fa Majeur RV 433 « La tempesta di mare » (Allegro — Largo — Presto)
- Concerto n°2 en sol mineur RV 439 « La notte » (Largo — Fantasmi, presto — Largo — Presto — Il sonno, largo — Allegro)
- Concerto n°3 en Ré Majeur RV 428 « Il gardellino » (Allegro — Cantabile — Allegro)
- Concerto n°4 en Sol Majeur RV 435 (Allegro — Largo — Allegro)
- Concerto n°5 en Fa Majeur RV 434 (Allegro — Largo — Allegro)
- Concerto n°6 en Sol Majeur RV 437 (Allegro — Largo — Allegro)

Opus 11 — 6 Concertos pour violon et hautbois

Edition : Amsterdam 1729 (Michel Le Cène)
- Concerto n°1 en Ré Majeur RV 207 (Allegro — Largo — Allegro)
- Concerto n°2 en mi mineur RV 277 « Il favorito » (Allegro — Andante — Allegro)
- Concerto n°3 en La Majeur RV 336 (Allegro — Aria, andante — Allegro)
- Concerto n°4 en Sol Majeur RV 308 (Allegro — Largo cantabile — Allegro)
- Concerto n°5 en ut mineur RV 202 (Allegro non molto — Largo — Allegro non molto)
- Concerto n°6 en sol mineur RV 460 (Allegro non tanto — Largo — Allegro non molto)

Opus 12 — 6 Concertos pour violon, cordes et basse continue

Edition : Amsterdam 1729 (Michel Le Cène)
- Concerto n°1 en sol mineur RV 317 (Allegro — Largo — Allegro)
- Concerto n°2 en ré mineur RV 244 (Allegro — Larghetto — Allegro)
- Concerto n°3 en Ré Majeur RV 124 (Allegro — Grave — Allegro)
- Concerto n°4 en Ut Majeur RV 173 (Largo — Allegro — Largo — Allegro)
- Concerto n°5 en Si bémol Majeur RV 379 (Allegro — Largo — Allegro)
- Concerto n°6 en Si bémol Majeur RV 361 (Allegro — Largo — Allegro)

(Opus 13 apocryphe) — 6 Sonates pour musette, vielle, flûte, hautbois, violon et basse continue « Il Pastor Fido »

Edition : Paris 1737 (Mme Boivin)

Ce recueil est l’œuvre de Nicolas Chédeville qui utilisa du matériel thématique de Vivaldi.
- Sonate n°1 en Do Majeur (Moderato -Tempo di Gavotta, allegro — Aria, affetuoso — Allegro — Giga, allegro)
- Sonate n°2 en Do Majeur (Preludio, adagio — Allegro assai — Sarabanda, adagio — Allegro)
- Sonate n°3 en Sol Majeur (Preludio, andante — Allegro ma non presto — Sarabanda — Corrente — Giga, allegro)
- Sonate n°4 en La Majeur (Preludio, largo — Allegro ma non presto — Pastorale — Allegro)
- Sonate n°5 en Do Majeur (Un poco vivace — Allegro ma non presto — Un poco vivace — Giga, allegro — Adagio — Minuetto)
- Sonate n°6 en sol mineur (Vivace — Fuga da Capella — Largo — Allegro ma non presto)

(Opus 14) — 6 Sonates pour violoncelle et basse continue

Edition : Paris 1740 (Leclerc et Boivin)
- Sonate n°1 en Si bémol Majeur RV 47 (Largo — Allegro — Largo — Allegro)
- Sonate n°2 en Fa Majeur RV 41 (Largo — Allegro — Largo — Allegro)
- Sonate n°3 en la mineur RV 43 (Largo — Allegro — Largo — Allegro)
- Sonate n°4 en Si bémol Majeur RV 45 (Largo — Allegro — Largo — Allegro)
- Sonate n°5 en mi mineur RV 40 (Largo — Allegro — Largo — Allegro)
- Sonate n°6 en Si bémol Majeur RV 46 (Largo — Allegro — Largo — Allegro)